# Truppenübungsplatz Nord
Koordinaten: 53° 15′ 25″ N, 20° 42′ 10″ O
Der Truppenübungsplatz Nord (auch Truppenübungsplatz Mielau genannt; auch auf Polnisch bekannt als Nowy Berlin (Neu Berlin)) war der nördlichste von drei Truppenübungsplätzen, welche die deutsche Wehrmacht im Zweiten Weltkrieg im besetzten Polen errichtete.

## Geschichte
Der Truppenübungsplatz Nord wurde Anfang 1940 im Gebiet der polnischen Landkreise Mielau, Praschnitz und Zichenau errichtet. Seine Errichtung steht im Zusammenhang mit dem Aufbau von insgesamt drei großen Truppenübungsplätzen der deutschen Wehrmacht im besetzten Polen. Diese Übungsplätze sind der Truppenübungsplatz Nord bei Mielau, der Truppenübungsplatz Mitte bei Radom und der Truppenübungsplatz Süd bei Mielec. 
Der Übungsplatz diente insbesondere zum Üben des großflächigen Gefechts der verbundenen Waffen mit starken Panzerverbänden. Für die Einrichtung des Übungsplatzes mussten Tausende von Polen ihre Häuser räumen. In welchem Umfang Zwangsarbeiter bei der Errichtung des Platzes zum Einsatz kamen, ist bis heute nicht abschließend geklärt.

## Lage
Die südliche Grenze des Truppenübungsplatzes Nord verlief entlang der Straße Mielau-Praschnitz. Im Norden wurde das Gebiet durch die ehemalige Grenze Ostpreußens bestimmt. Das Übungsgelände zog entlang der beiden Ufer des Flüsschens Orschütz. Das Übungsgebiet umfasste eine Fläche von mehr als 300 Quadratkilometern und war der größte Truppenübungsplatz der deutschen Wehrmacht. 
Das Gebiet des Truppenübungsplatzes Nord umfasste die Fläche der folgenden Amtsbezirke:
Landkreis Praschnitz:
- Chorzele (teilweise)
- Chojnowo
- Duczymin
- Dzierzgowo
- Janowo
- Krzynowloga Mala (teilweise)
- Krzynowloga Wielka (teilweise)

Landkreis Mielau:
- Szydlowo (teilweise)

Landkreis Zichenau:
- Grudusk (teilweise).

Am 1. Juli 1943 erfolgte der Zusammenschluss dieser Amtsbezirke und aller ihrer Gemeinden innerhalb des Truppenübungsplatzes Nord zum Heeresgutsbezirk Mielau.

## Einrichtungen
Im Bereich der Ortschaft Nosarzewa befand sich ein Kriegsgefangenenlager. Die Insassen mussten Zwangsarbeit leisten beim Aufbau eines nahegelegenen Schießstandes. In dem Waldstück zwischen den Ortschaften Nosarzewa und Garlin befanden sich große Reparatureinrichtungen für die Panzerkampfwagen der Typen Tiger VI und Panther V. Reste davon sind noch heute erkennbar, wie auch das dichte Netz von gut erhaltenen Betonstraßen.

## Aufstellungsstandort
Der Truppenübungsplatz bei Mielau war der Aufstellungsort vieler fremdvölkischer Verbände der deutschen Wehrmacht, so auch der russischen 1. Kosaken-Division unter ihrem Kommandeur General Helmuth von Pannwitz.

## Garnison
In den Kasernenanlagen des Truppenübungsplatzes Mielau waren folgende Einheiten stationiert:
Fronttruppenteile
- Infanterie-Division Mielau (Schatten-Division): Ende Januar 1944 aufgestellt
- Infanterie-Division Ostpreußen (Schatten-Division): Mitte April 1944 aufgestellt
- Panzer-Brigade 105
- Panzer-Brigade 106
- Panzer-Brigade 107
- Panzer-Grenadier-Bataillon 2105
- Panzer-Grenadier-Bataillon 2106
- Panzer-Grenadier-Bataillon 2107
- Panzer-Bataillon (Panther) 2106
- Panzer-Bataillon (Panther) 2107
- Luftwaffen-Feld-Division 8

Ersatztruppenteile
- Infanterie-Ersatz-Regiment 11
- Reserve-Grenadier-Bataillon 3
- Kosaken-Lehr- u. Ausbildungs-Regiment 1
- Reserve-Artillerie-Abteilung 1

Kommandobehörden / Dienststellen
- O.K. (I) 929
- Orts-Kommandantur Mielau
- Baustab Funk Mielau
- Kommandantur des Truppenübungsplatzes Mielau
- Front-Leitstelle 24 (2a)

Weitere Einrichtungen
- Mielau Arbeits- und Erziehungslager der SS

## Kommandanten (Auswahl)
- Generalmajor Walter Sauvant: von Februar 1942 bis Januar 1945, vorher Kommandant des Truppenübungsplatzes Nord